# Arquidiocese de Gaeta
A Arquidiocese de Gaeta (Archidiœcesis Caietana), é um território eclesiástico católico no sul da Itália, com a sua sede episcopal, na cidade de Gaeta, na região do Lácio. A diocese é imediatamente sujeita à Santa Sé.

## História
Ela remonta a 846, quando Constantino, Bispo de Fórmias, fugiu e estabeleceu sua residência na cidade de Gaeta. A cidade de Fórmias, abandonada desde o final do século VI, foi posteriormente unida à Diocese de Minturno e logo após 999 o Bispo Bernard anexou a região de Traetto.
Em 1818 Pio VII uniu a diocese de Gaeta com a diocese de Fondi. Anteriormente um sufragânea da Arquidiocese de Cápua, a diocese foi posteriormente isenta (ou seja, diretamente submetida ao Papa). Em 31 de dezembro de 1848, Pio IX elevou a classificação a arquidiocese como título de honra, sem possuir sufragâneas. O arcebispo atual é o monsenhor Pier Luigi Mazzoni.

## Território e paróquias
A diocese, que inclui a Ilhas Eólias, bem como uma parte da região do Lazio, abrange uma superfície de 603 km², com uma população de 159.315 (a partir de 2004).
A seguinte lista das 57 paróquias, localizadas em cinco províncias de Frosinone e o restante na Província de Latina.

### Lazio

#### Província de Frosinone
Ausonia
S. Maria del Piano
S. Michele Arcangelo
Santi Bartolomeo Apostolo ed Antonio di Padova (Selvacava)
Coreno Ausonio
S. Margherita V. M.
Pastena
S. Maria Maggiore

### Província Latina
Campodimele
S. Michele Arcangelo
Castelforte
S. Antonio da Padova
S. Giovanni Battista
S. Maria del Buon Rimedio (Suio Terme)
S. Michele Arcangelo (suio Terme)
Fondi
S. Francesco d'Assisi
S. Maria degli Angeli e di S. Magno
S. Maria na Piazza
S. Paolo Apostolo
S. Pietro Apostolo
Regalità di Maria SS. e di S. Pio X (Salto di Fondi) 
Formia
Cuore Eucaristico di Gesù
Madonna del Carmine
Risurrezione di Nostro Signore Gesù Cristo
S. Erasmo V. M.
S. Giuseppe Lavoratore
S. Teresa d'Avila
Santi Lorenzo e Giovanni Battista
Immacolato Cuore di Maria (Acquatraversa di Formia)
S. Caterina V. M. (Castellonorato)
S. Luca Evangelista (Maranola)
S. Andrea Apostolo (Trivio di Formia)
Sacro Cuore di Gesù (Vindicio di Formia)
Gaeta
Maria SS. Assunta em Cielo
S. Biagio V. M.
S. Carlos Borromeu
S. Giacomo Apostolo
S. Nilo Abate
S. Paolo Apostolo
S. Stefano Protomartire
Santi Cosma e Damiano
Itri
S. Maria Maggiore
S. Michele Arcangelo
Lenola
S. Maria Maggiore
Minturno
S. Pietro Apostolo
Maria SS. Immacolata (Marina di Minturno)
S. Albina V. M. (Marina di Minturno)
S. Biagio V. M. (Marina di Minturno)
S. Giuseppe (Pulcherini)
S. Maria Infante (Santa Maria Infante)
S. Nicandro M. (Tremensuoli)
S. Leonardo Abate (Tufo di Minturno)
Monte San Biagio
S. Giovanni Battista
S. Giuseppe Lavoratore (Vallemarino)
Ponza
Santi Silverio e Domitila
Maria SS. Assunta em Cielo (Le Forna)
Santi Cosma e Damiano
Santi Cosma e Damiano
S. Martino (Ventosa)
Sperlonga
S. Maria Assunta em Cielo
Spigno Saturnia
S. Croce
S. Giovanni Battista
Ventotene
S. Cândida V. M.

## Prelados a partir do Século XX
| #                   | Nome                            | Período    | Notas                     |
| Arcebispos          | Arcebispos                      | Arcebispos | Arcebispos                |
| ------------------- | ------------------------------- | ---------- | ------------------------- |
|                     | Luigi Vari                      | 2016-atual |                           |
|                     | Fabio Bernardo D'Onorio, O.S.B. | 2007-2016  |                           |
|                     | Pier Luigi Mazzoni †            | 1997-2007  |                           |
|                     | Vincenzo Maria Farano †         | 1986-1997  |                           |
|                     | Luigi Maria Carli †             | 1973-1986  |                           |
|                     | Lorenzo Gargiulo †              | 1966-1973  |                           |
|                     | Dionigio Casaroli †             | 1926-1966  |                           |
|                     | Pasquale Berardi †              | 1921-1925  |                           |
|                     | Francesco Niola †               | 1891-1920  |                           |
| Arcebispo coadjutor |                                 |            |                           |
|                     | Lorenzo Gargiulo †              | 1947-1966  |                           |
| Bispo-auxiliar      |                                 |            |                           |
|                     | Daniele Ferrari                 | 1970-1973  | Nomeado Bispo de Chiavari |